# 光露
『光露』（こうろ）は、megの3枚目のシングルである。

## 内容
- ブラジルの1970年代初頭ボサノバ・ブームのアーティスト、ミルトン・ナシメントの大ヒット「Clube Da Esquina」（街角クラブ）の日本語でカヴァーバージョン。meg本人が作詞を手がけている。
- リミックス2バージョンが2003年3月12日発売のリミックスアルバム『mgrmx』に収録されている。

## 収録曲
1. 光露     
  - 作詞：meg / 作曲：Milton Nascimento / 編曲：樫原伸彦
2. ルームガール     
  - 作詞：meg / 作曲：樫原伸彦 / 編曲：樫原伸彦
3. 光露 (instrumental)
4. ルームガール (instrumental)